# Австрийско-мексиканские отношения
Австрийско-мексиканские отношения — термин, применяемый для обозначения дипломатических отношений между Австрией и Мексикой. Оба государства являются членами Организации экономического сотрудничества и развития, а также ООН.

## История
В июле 1842 года Австрийская Империя и Мексика после подписания Договора о «Дружбе, мореплавании и торговле» установили дипломатические отношения между своими нациями. В декабре 1861 года император Франции Наполеон III захватил Мексику посредством англо-франко-испанской интервенции. После успешного покорения большей части страны, император вместе с мексиканской аристократией предложил мексиканскую корону своему австрийскому кузену Максимилиану I из династии Габсбургов. В апреле 1864 года Максимилиан со своей женой Шарлоттой отправились в Мексику, и по прибытии в страну в мае 1864 года Максимилиан был провозглашен императором Мексики. Этот период был известен как Вторая Мексиканская империя.
Правление императора Максимилиана было охвачено постоянным конфликтом между его подкрепленным Францией правительством и правительством в изгнании Бенито Хуареса. В 1866 году Франция отвела свои войска из Мексики и в июне 1867 императора Максимилиана был схвачен силами Хуареса в Сантьяго-де-Керетаро и казнен вместе с двумя его генералами, чем было прекращено существование империи. После казни Максимилиана дипломатические отношения между Австрией и Мексикой были расторгнуты до 1901 года.
При Ласаро Карденасе в 1938 году Мексика стала единственной страной, которая протестовала против аншлюса Австрии в Лиге Наций. Во время Второй мировой войны Австрия была частью Третьего рейха и в мае 1942 года, после уничтожения двух мексиканских нефтяных танкеров в мексиканском заливе немецкими подводными лодками, Мексика провозгласила войну с Германией. После войны между государствами были восстановлены нормальные отношения.
За годы дипломатические отношения между этими двумя государствами окрепли. В 2005 году президент Хайнц Фишер стал первым австрийским главой государства, совершившим визит в Мексику. в 2006 году бывший президент Висенте Фокс отплатил взаимностью и совершил государственный визит в Австрию. За годы между двумя странами велось немало переговоров относительно того, должна ли Австрия вернуть в Мексику корону Монтесумы и другие доиспанские артефакты, которые были вывезены из Мексики в 1519 году и попали в Австрию, где они выставлены в Музее этнологии в Вене. В июле 2014 было заявлено, что корона является слишком хрупкой для перевозки и поэтому не может быть возвращена в Мексику.

## Торговые отношения
В 1997 году Мексика и Европейский Союз (в состав которого входит Австрия) подписали договор о свободной торговле. В 2014 году двусторонняя торговля между обоими государствами достигла 1,19 млрд долларов США. Австрия является 36-м крупнейшим прямым иностранным инвестором Мексики. Между 1999—2012 годы австрийские компании инвестировали более 135 млн долларов США в Мексику. На протяжении того самого периода, мексиканские компании инвестировали 210 млн долларов США в Австрию. Главными товарами экспорта Мексики в Австрии являются, в частности: оборудование, электроника, автозапчасти и пиво. Австрия главным образом экспортирует в Мексику: фармацевтическую продукцию, сталь, алюминий и бумагу.

## Дипломатические миссии
- У Австрии есть посольство в Мехико[13].
- У Мексики есть посольство в Вене[14].